# Думер
Думер (англ. Doomer) — персонаж интернет-мемов, персонифицирующий депрессивное состояние, нигилизм и экзистенциальный кризис молодых людей (как правило, представителей поколения Y) — пользователей соцсетей, 4chan и Reddit. Был создан в сентябре 2018 года на доске 4chan /r9k/ на основе более старого аналогичного мема Wojak / Feels Guy. В России в начале 2020-х гг. на основе мема возникла полноценная субкультура со своей эстетикой (главным образом основанной на романтизации элементов постсоветской действительности), музыкой (Russian Doomer Music) и юмором, которая в итоге сравнилась по международной известности с первоисточником.

## История
Впервые слово «doomer» начало широко употребляться в 2008 году на форумах, посвященных пику нефти, и относилось к наиболее алармистски настроенной части пользователей этих форумов. Существенно позднее, в 2019 году, слова «doomer» и «doomerism» начали употребляться в связи с алармистскими настроениями вокруг глобального потепления благодаря опубликованному в The New Yorker эссе Джонатана Франзена «What if We Stopped Pretending?».
Думер как персонаж мемов появился в 2018 году изначально на доске 4chan /biz/, и вскоре получил популярность в /r9k/ и других разделах 4chan в ряду аналогичных персонажей мемов с окончанием «-oomer», основанных на стереотипах поколений. В комиксах, посвященных этим персонажам, думер обычно изображается небритым и с кругами под глазами, одетым в черную шапку и куртку, и курящим сигарету.
В странах бывшего СССР персонаж получил популярность благодаря сборнику русскоязычного постпанка под названием «Russian Doomer Music vol.1», загруженному на YouTube 20 мая 2019 года пользователем «JustMyFavStrangeMusic». После этого было создано множество аналогичных сборников, сопровождающихся видеорядом из лица думера на фоне панельных домов ночью, индустриальных пейзажей, и других визуальных элементов, характерных для постсоветских стран. Помимо сборников, создаются также Doomerwave-миксы, представляющие собой ремиксы различных рок-песен (не обязательно русскоязычных) с замедлением, придающим композиции меланхоличную атмосферу. Этот поджанр был популяризован роликом «Один день из жизни думера», созданном пользователем YouTube «blazeaster» в феврале 2019 года, в котором персонаж мемов закупается пивом и сигаретами в супермаркете, затем садится в автомобиль, едет по дождливому городу и в итоге проводит весь вечер в одиночестве перед компьютером, при этом фоном звучит замедленный трек группы The Smiths «There Is a Light That Never Goes Out». Комментарии под этими роликами представляют собой место общения и своего рода коллективной терапии для представителей думер-субкультуры. Наиболее известной в мировом масштабе и чаще всего включаемой в подборки «Russian Doomer Music» группой стал минский постпанк-коллектив Molchat Doma.

### Doomer Girl
Женский вариант мема получил название «Doomer Girl» (иногда также «Goth Girl»), и изображает девушку, одетую в готическом стиле с черной кофтой и чокером, со слегка грустным выражением лица и румянцем на лице. Поклонницы этого персонажа — как правило, молодые женщины, считающие этот образ темным и грустным, но в то же время стильным.
Персонаж появился в 2020 году и задумывался как фантазия думера об идеальной девушке, которая подходит ему по характеру и разделяет его интересы, но даже с которой отношения построить удаётся не всегда, что только подчеркивает разочарование думера в жизни. Со временем его популярность вышла за пределы 4chan и Reddit и привела к созданию многочисленного фан-арта и косплея.

## Анализ
Поздний вечер, зима, серые панельки спального микрорайона, одинокая прогулка домой с меланхоличной музыкой, подходящей под настроение, в мыслях — ностальгия по прошлому или ощущение безнадёжности. Если кому-то знакомо это состояние, то это признак возможной принадлежности к русским думерам.
Популярность думера связывается с «целым поколением печали, одиночества и безнадёжности», к которому относятся молодые люди, в большинстве своем родившиеся в 90-е и выросшие во время беспрецедентно быстрого развития технологий и интернета, которые помимо преимуществ стали источником дополнительного социального прессинга.
Издание Pitchfork проводит здесь параллели с тем, что Жак Деррида называл «призракологией» или «хонтологией» — феноменом «тоски по будущему, которое так никогда и не наступило», распространению которого способствовало развитие технологий и медиа. В данном случае думер, столкнувшись в процессе взросления с неконтролируемым потоком информации и личными проблемами (будь то наркозависимость, работа без перспектив карьерного роста, и/или отчуждение от друзей и родственников), развивает чувства ностальгии и глубокого пессимизма относительно будущего. Британский культурный критик Марк Фишер назвал это «медленной отменой будущего», выражающейся в неспособности вообразить будущее, кардинально отличающееся от настоящего: в социополитической сфере это выражается в принятии безальтернативности капитализма, в культурной — в возврате к популярным в прошлом стилям. Такие популярные у думеров группы, как Molchat Doma, вполне вписываются в эту тенденцию — их музыка отличается ностальгическим звучанием, близким к звучанию таких классических групп готик-рока 1980-х, как Joy Division, Bauhaus и Siouxsie and the Banshees, а вдохновленные архитектурой советского брутализма обложки их альбомов резко контрастируют с насыщенными цветами продуктов массовой культуры США. По мнению главы лейбла Sacred Bones Records, издававшего альбомы Molchat Doma в США, все это действительно создает «призрак того, что могло бы быть» — например, альтернативных 1980-х, в которых музыка Molchat Doma играла бы в американских супермаркетах.
В интервью с участниками групп Molchat Doma и Ploho утверждается, что их музыка отражает реалии жизни на постсоветском пространстве, и что они черпают вдохновение во множестве созданных людьми артефактов (в том числе заброшенных сооружений) времен СССР. По мнению фронтмена Ploho Виктора Ужакова, ностальгия по культуре 1980-х в 2020-е связано с тем, что 1980-е были периодом радикального переустройства мира и массового недовольства населения правительствами во многих странах, которое в итоге привело к окончанию Холодной войны, распаду СССР и тривиальности «конца истории», что вполне сопоставимо с происходящим в мире в начале 2020-х. При этом он положительно оценивает роль современных технологий в жизни людей, утверждая, что благодаря им люди со схожими интересами (в данном случае «думеры») со всех концов света могут найти поддержку друг у друга, и что без технологий мир бы не узнал о российской постпанк-сцене. По его мнению, мировой интерес к Russian Doomer Music нельзя назвать случайностью или простым трендом, но скорее результатом появившейся у людей возможности составить свое впечатление о культуре других стран без влияния пропаганды.